# Maserati A6G/54
La A6G/54 è una autovettura sportiva costruita dalla Maserati dal 1954 al 1957 che partecipò anche, nella sua versione da competizione, a molte gare.

## Il contesto
Erede della A6G 2000, fu la revisione aggiornata del modello che andava a sostituire. Ufficialmente la denominazione era Maserati A6G 2000 Gran Turismo, ma per distinguerla dal modello precedente è conosciuta al pubblico come “A6G/54”, cioè con il codice interno usato dalla Maserati.
Non era un modello particolarmente potente, e da ciò conseguì la limitata produzione. Il motore, un sei cilindri in linea con corsa corta, derivava limitatamente da quello montato sulla A6 GCS e da quello della A6 GCM. Permetteva comunque al modello di raggiungere i 210 km/h, velocità ragguardevole per l'epoca, grazie anche al lungo rapporto finale di trasmissione.
Era offerta in quattro versioni: il coupé e la spider di Frua, il coupé di Allemano e il coupé da competizione di Zagato. In totale furono realizzati 60 esemplari, di cui 20 dell'ultima versione.
I primi modelli furono venduti principalmente all'estero, mentre dal 1956 la versione di Zagato fu comprata soprattutto da piloti privati italiani che la utilizzarono per cronoscalate, gare sulla lunga distanza e corse su pista. Fu l'ultima berlinetta da competizione degli anni cinquanta, che ben figurò in molte edizioni del campionato italiano GT 2 litri (soprattutto nel 1956), e conquistò diverse cronoscalate fino agli inizi degli anni sessanta.

## Caratteristiche tecniche
L'accensione era singola in un primo momento, poi doppia con spinterogeno di marca Marelli e modello ST111DTEM. La distribuzione era assicurata da un doppio albero a camme in testa azionato da catene, con due valvole per cilindro. L'alimentazione era ad aspirazione libera, cioè non sovralimentata, con tre carburatori di marca Weber e modello 40DCO3 (38 DCO3 – 36 DCO4). La lubrificazione era forzata con la sola pompa di mandata. Il sistema di raffreddamento era a circolazione d’acqua con pompa centrifuga.

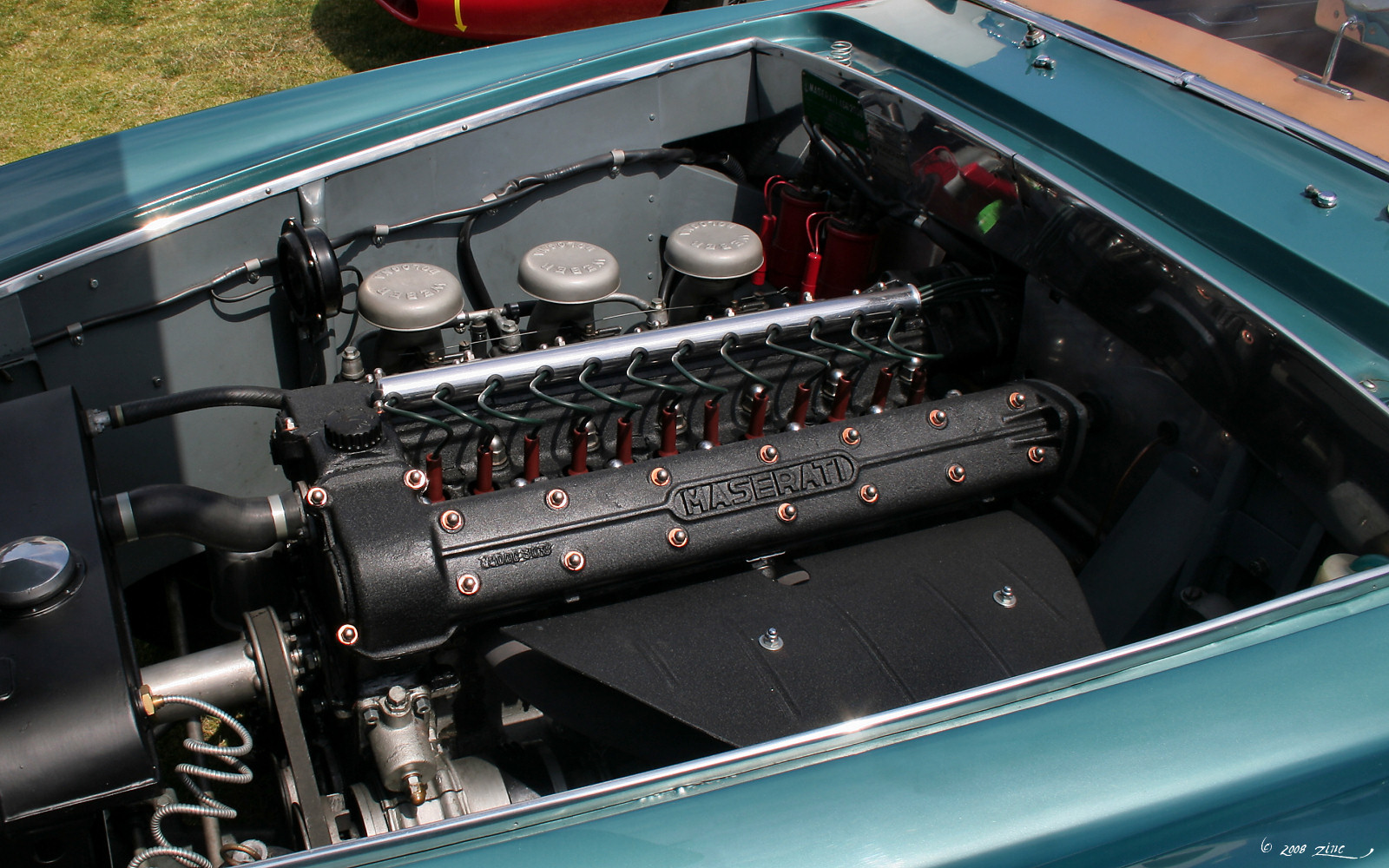
Il motore

Il motore era un sei cilindri verticali in linea. L'alesaggio e la corsa erano rispettivamente di 76,5 mm e 72 mm, mentre il rapporto di compressione era di 8:1. La cilindrata era di 1.985,63 cm³. La potenza erogata era di 150 CV a 6000 giri al minuto, dal 1956 portata a 160 CV con la doppia accensione.
La trazione era posteriore, mentre la trasmissione era formata da un cambio sincronizzato a quattro velocità più la retromarcia, con i rapporti degli ingranaggi che erano 2,21 (per la prima marcia), 1,4 (per la seconda), 1,18 (per la terza), 1 (per la quarta) e 3,25 (per la retromarcia). La frizione era monodisco a secco, mentre i freni erano a tamburo con comando idraulico. I freni anteriori avevano un diametro di 328 mm, quelli posteriori di 290 mm. Lo sterzo era a vite senza fine e settore dentato.
Il telaio era tubolare ed era costituito da quattro longheroni e traverse, oltre a lamiere d'acciaio o di alluminio a seconda del tipo di carrozzeria. Quest'ultima era coupé o spider, con 2 porte e 2+2 posti. La scocca della versione da competizione era in lega leggera costruita da Zagato.
Le sospensioni anteriori erano formate da un quadrilatero articolato e da molle elicoidali, mentre quelle posteriori da un ponte rigido e semibalestre tenute ferme da bracci di reazione. Entrambe montavano ammortizzatori idraulici Houdaille e barra stabilizzatrice.
Il modello raggiungeva una velocità massima compresa tra i 195 km/h e i 210 km/h.